# Anthony Scott Veitch
Anthony Scott Veitch, alternativt Tony Veitch eller Anthony Scott-Veitch, född 6 januari 1914 i Glasgow, död 23 februari 1983 i Sydney, var en författare som förutom romaner även skrev för radio och film. Bland romanerna är åtskilliga västernromaner som kan kallas pulp fiction (kiosklitteratur) och publicerades av australiska Cleveland Publishing under pseudonymerna Scott McLure, J Cobb Collier, Dan Kestrel och Clint Derrett. En del av romanerna har översatts till svenska och främst utgivits bland Pingvinböckerna av Pingvinförlaget.